# Sfida a tutto wrestling
Sfida a tutto wrestling (Wrestling Association of Championship Krushers), abbreviato anche in W.A.C.K., è un programma televisivo prodotto da Nickelodeon nel 2005.
Il programma presenta un cast composto da svariati personaggi che, nonostante il loro aspetto buffo, sono spesso coinvolti in storie drammatiche.

## Trama
Grande Formaggio è appena diventato il campione del mondo e si sta preparando per il suo match contro Banana Atomica. Nel frattempo Muccapazza e l'Abominevole Yeti combattono contro le Gemelle Sfortuna riuscendo a vincere ma dopo l'incontro l'Abominevole Yeti passa dalla parte degli Heels e attacca Muccapazza mandandola in coma. Grande Formaggio giura da quel momento di vendicare la sua amica sconfiggendo l'Abominevole Yeti. Intanto Bling affronta Grosso Guaio venendo sconfitta ma poi viene vendicata da Tacchinator che sconfigge a sua volta Grosso Guaio. Tuttavia in quella stessa notte Tacchinator, che avrebbe dovuto affrontare anche Abominevole Yeti, sparisce misteriosamente e viene sostituito dall'Uomo Bidone che viene comunque sconfitto. Bling intuisce che dietro la sparizione di Tacchinator ci sia proprio l'Abominevole Yeti e che per tutto questo tempo si sia finto un Face. Le sue previsioni si rivelano vere e ad uno ad uno tutti i Face vengono fatti tutti sparire tranne Grande Formaggio che è costretto ad affrontare tutti gli Heel da solo. Si scontra prima con Grosso Guaio, poi con le Gemelle Sfortuna e infine nuovamente con Banana Atomica, riuscendo a sconfiggerlo di nuovo. Combatte alla fine con l'Abominevole Yeti, riuscendo a sconfiggerlo dopo un duro scontro e in seguito libera tutti i Faces.

## Personaggi
Il cast è diviso in due fazioni: i Faces (i buoni) e gli Heels (i cattivi).

### Faces
- Grande Formaggio (Big Cheese in originale): protagonista della serie, è un'enorme fetta di formaggio antropomorfa e l'imbattuto campione del mondo. Dopo il tradimento dell'Abominevole Yeti e dopo la sparizione dei suoi amici è suo compito fermare il tutto. Interpretato da Richard Jacobs.
- Muccapazza (Cowabunga in originale): una mucca antropomorfa e miglior amico di Grande Formaggio. Dopo aver combattuto con le Gemelle Sfortuna insieme all'Abominevole Yeti viene tradito da quest'ultimo e mandato in coma. Interpretato da Danny Austin.
- Bling: una ragazza vestita di rosa shocking. Combatte contro Grosso Guaio venendo sconfitta. Interpretata da Nichelle Slater.
- Tacchinator (Turkeynator in originale): un tacchino antropomorfo. Nonostante la sua mole è molto forte e vendica Bling sconfiggendo Grosso Guaio. Interpretato da Mark Wheeler.
- Uomo Bidone: un Bidone antropomorfo e il più debole dei Faces. Dopo la sparizione di Tacchinator combatte al posto suo contro l'Abominevole Yeti venendo però sconfitto. Interpretato da Justin Richards.

### Heels
- Abominevole Yeti (Abominable Snowman in originale): antagonista principale della serie, un tempo era un Face ma dopo la vittoria contro le Gemelle Sfortuna manda in coma Muccapazza, sua compagna di squadra. Interpretato da Thomas Maury.
- Banana Atomica (Atomic Banana in originale): miglior amico di Grande Formaggio, sta tuttavia dalla parte degli Heels. Viene sconfitto due da Grande Formaggio. Interpretato da Alexander Peters.
- Gemelle Sfortuna (Wholesome Twins in originale): un duo di gemelle composto da Scary Kate e Bashley. Barano spesso e giocano sempre in coppia. Interpretate da Stefani Haily e Margaret Candy.
- Grosso Guaio (Trouble Nugget in originale): un grosso minotauro azzurro che non perde mai occasione per mostrare i suoi muscoli. Interpretato da Dexter Jackson.

## Doppiaggio
| Personaggio      | Doppiatore italiano |
| ---------------- | ------------------- |
| Grande Formaggio | Luca Bottale        |
| Muccapazza       | Diego Sabre         |
| Bling            | Emanuela Pacotto    |
| Tacchinator      | Claudio Ridolfo     |
| Uomo Bidone      | Luca Sandri         |
| Abominevole Yeti | Gianni Gaude        |
| Banana Atomica   | Lorenzo Scattorin   |
| Scary Kate       | Jenny De Cesarei    |
| Bashley          | Marcella Silvestri  |
| Grosso Guaio     | Pietro Ubaldi       |